# علي أكبر رائفي بور
علي أكبر رائفي بور (بالفارسية: علی اکبر رائفی پور) محاضر إيراني معروف بمحاضراته في الجامعات حول الأديان والطائفية، ونهاية العالم، والصهيونية، والشيطانية، والماسونية، ونظريات المؤامرة. يعرّف نفسه بأنه: مستشار للمؤسسات في مجالات منقذ آخر الزمان، والأديان والطوائف، والصهيونية، وعلى أنه باحث إعلامي وعضو أكاديمي. مؤسس مؤسسة «مصاف» وهو اسم منحوت اختصار لعبارة «محاربة الصهيونية والإنسانوية والفريماسونية».

## مصاف
مصاف بها 12 وحدة، بما في ذلك وحدة الهندسة المعمارية، وحدة المراهقين، وحدة دراسات الأعداء، وحدة الموسيقى، وحدة الاقتصاد، وحدة التعليم الإعلامي، الوحدة الدولية، وحدة الأسرة، وحدة الأديان، الوحدة الصحية، الوحدة الفنية الهندسية، وحدة الأمن الغذائي.
لقد قال «المخلص الموعود هو لقوله لأناس العالم أن مفتاح مشاكلنا هو عودة المخلص الإلهي، المهدي وعيسى».

## الآراء
يعتقد أن ابن الإنسان في الكتاب المقدس هو المهدي.
و قال أن الجينز سمي باسم الجن . كما أنه يقارن الكعب العالي للمرأة بحوافر الشياطين . قال رائفي بور إن الأرقام والرموز على بعض القمصان يمكن قراءتها على أنها تعويذات أو شعارات شيطانية.
لما يقرب من عشر سنوات (2010-2021) توقف عن الحديث عن الماسونية ونظريات المؤامرة ، قائلاً: «أعتقد أنه يكفي الحديث عن المجتمعات السرية والشريرة. يجب أن يكون لدينا مجتمع وحضارة قويان حتى يعود المخلص». من عام 2010 فصاعدًا ، دخل رائفي بور السياسة والاقتصاد و وجهة نظر الحضارات.

## التشكيك في الهولوكوست
عندما سافر مارك ويبر من معهد المراجعة التاريخية إلى إيران في عام 2012 ، ألقى محاضرة له.